# Loretta McLaughlin
Loretta McLaughlin (1928–2018) va ser una periodista, autora i editora de diaris nord-americana. Com a periodista del Boston Record American, McLaughlin, juntament amb Jean (amb nom de soltera Cole) Harris, van cobrir els assassinats de l'Estrangulador de Boston el 1962. Va ser la primera periodista que va connectar els assassinats i va publicar la història sobre l'assassí en sèrie. El 1992, va ser nomenada editora de la pàgina editorial del Boston Globe, només la segona dona que ocupava aquest paper.

## Primera vida i educació
Nascuda amb el nom de Loretta McDermott el 1928 a Woburn, Massachusetts, era filla d'Anna (de soltera Ring) McDermott, una mestressa de casa, i John McDermott, que treballava per a una drassana de Quincy, Massachusetts. Els seus germans incloïen: John, Sylvester ("DeeDee") i Margaret. La família de McLaughlin es va traslladar a South Boston quan ella era petita i es va graduar a la South Boston High School. McLaughlin va assistir a la Universitat de Boston amb una beca acadèmica, on va estudiar Periodisme. Es va graduar amb un BA el 1949.

## Carrera
McLaughlin va treballar com a periodista per al Boston Record American la dècada de 1950. Durant aquest temps, ella i Jean (de soltera Cole) Harris (1926–2015) van investigar i van donar a conèixer els assalts i assassinats de Boston Strangler de 1962. McLaughlin després va treballar com a escriptora científica a la Universitat Harvard i com a directora executiva de relacions públiques a Massachusetts Eye and Ear Infirmary, Boston, on va dirigir una campanya de capital per construir la seva instal·lació principal.
A la dècada de 1970, McLaughlin va tornar al periodisme i es va incorporar al Herald American (una publicació posterior del Boston Record American per a la qual va informar anteriorment) com a reportera mèdica. El 1976, el Boston Globe va reclutar McLaughlin com a especialista en notícies mèdiques. Com a ferma defensora de la salut pública, McLaughlin va dedicar gran part del seu treball a cobrir la crisi de la SIDA. Després d'unir-se al personal de la pàgina editorial el 1992, McLaughlin va criticar els funcionaris electes, com el senador nord-americà Jesse Helms, per polititzar la malaltia, i va escriure al Globe el 1995:
| « | (anglès) Helms is invincibly ignorant about AIDS, a complicated matter that is not suited to moralistic pandering… he can’t even tell the difference between his blind prejudice and a slow but world-encompassing plague. | (català) Helms és un ignorant invencible sobre la sida, un assumpte complicat que no s'adapta a la competència moralista... ni tan sols pot distingir entre el seu prejudici cec i una plaga lenta, però que abasta el món. | » |
| — | | |   |

També va escriure als abals del Boston Globe de William Weld per al governador de Massachusetts, Bill Clinton per al president dels Estats Units i Thomas Menino per a l'alcalde de Boston.
El 1982 McLaughlin va publicar el seu llibre The Pill, John Rock, and the Church: The Biography of a Revolution, sobre el desenvolupament de la píndola anticonceptiva. El treball va ser elogiat a JAMA com "una expressió de la síntesi de la ciència i l'humanisme en el seu millor moment", però la revisora Barbara Ehrenreich a The New York Times va considerar gairebé totalment acrítica de la dubtosa ètica de molts dels estudis de recerca que van conduir al desenvolupament del fàrmac. La col·lecció de registres de publicacions i investigacions de Loretta McLaughlin es conserva a la Biblioteca de Medicina Francis A. Countway de la Universitat Harvard.
El 1988, The New England Journal of Public Policy va publicar l'article de McLaughlin "AIDS: An Overview", que era molt crític amb la resposta del govern federal a l'epidèmia.
El juliol de 1992, McLaughlin es va convertir en la segona dona en la història del Globe a convertir-se en editora de la pàgina editorial. En aquest paper, va parlar a la cimera de l'assistència sanitària de Nova Anglaterra de 1993. Va ocupar aquest càrrec fins al desembre de 1993, quan va assolir l'edat de jubilació obligatòria del Globe de 65 anys.
Després de retirar-se del Boston Globe, McLaughlin va ser becària al Radcliffe College Institute for Public Policy i va ser Senior Fellow al Harvard AIDS Institute.

## Representació en cinema i televisió
Loretta McLaughlin es va retratar a si mateixa al documental de 2000 Lawbreakers: Who Was the Real Boston Strangler? i l'episodi del 2010, "Albert DeSalvo: The Boston Strangler", de la sèrie Born to Kill?.
El març de 2023, Hulu va estrenar Boston Strangler, una pel·lícula protagonitzada per Keira Knightley com McLaughlin i Carrie Coon com Jean (de soltera Cole) Harris, seguint la història del seu treball que connectava la sèrie d'assassinats i trencava la història del Boston Strangler.